# لي بوجوانج
لي بوجوانج ( او باللغة الصينية 李柏光 ) (أكتوبر 1968-26 فبراير 2018) هو باحث قانوني صيني وناشط في مجال حقوق الإنسان. كان مدير معهد جويمين للأبحاث في بكين .  دعم لي بوجوانج المزارعين الذين يسعون للحصول على تعويضات عن الأراضي الزراعية المصادرة. تم القبض عليه في عام 2004 بعد مشاركته في احتجاجة تانغشان . 
توفي لي في 26 فبراير 2018 بسبب سرطان الكبد في 26 فبراير 2018 عن عمر يناهز 49 عامًا.  وأثارت وفاته تساؤلات حول ما إذا كانت الحكومة الصينية هي المسؤولة عن وفاته.  تمت مقارنة وفاته مع وفاه ليو شياوبو . 